# Casunziei
Casunziei (también casonciei, casanzes, csanzöi) es el nombre en ladino de un tipo de pasta fresca rellena. Consiste en un relleno sellado entre dos capas de masa de pasta delgada, doblada en una forma típica de media luna. Comúnmente son caseras y son típicas del área de los Dolomitas, en el noreste de Italia, especialmente en las provincias de Belluno, Bolzano y Trento.
La pasta extendida es un cuadrado de unos ~3,5 × 3,5 cm, al doblegarse se juntan por los bordes, presionando bien para que no se abra, a modo parecido que los ravioles.
El relleno precocido y finamente molido varía de un área a otra y generalmente incluye verduras y queso ricotta. Las recetas originales son la variedad «roja» (casunziei rossi) con remolacha, patata y nabos rojos veroneses; la «verde» (casunziei verdi) se rellena con espinacas y erba cipollina (cebolla de hoja) silvestre. Otras variedades tienen rellenos de calabaza, rábanos ...etc. El relleno puede incluir otros ingredientes como jamón, champiñones, otros tipos de queso, semillas de amapola, etc. En particular, el casunziei all'ampezzana tiene un relleno de nabos rojos y amarillos y generalmente se sirve con mantequilla derretida, semillas de amapola y parmesano. Otras porciones son mantequilla derretida con sabor a salvia o una salsa a base de rábano.
En Cencenighe, los casunziei servidos con semillas de amapola molidas y miel eran un plato tradicional de Nochebuena.